# Unione Calcio AlbinoLeffe 2007-2008
Questa voce raccoglie le informazioni riguardanti l'Unione Calcio AlbinoLeffe nelle competizioni ufficiali della stagione 2007-2008.

## Stagione
Nella stagione 2007-2008 l'Albinoleffe disputa il campionato di Serie B, con 78 punti si piazza in quarta posizione, con il diritto di partecipare ai
 Play-off, in semifinale supera nel doppio confronto il Brescia, nella doppia finale perde contro il Lecce, i salentini salgono così da terza in Serie A, accompagnando Chievo e Bologna. I bergamaschi sempre guidati da Elio Gustinetti sono stati tra le rivelazioni del campionato cadetto, condotto sempre nelle posizioni di testa. Anche nei ballottaggi finali hanno dimostrato tutto il loro valore, pur rimanendo in Serie B. A maggio l'Albinoleffe è secondo in classifica con 77 punti, quando mancano quattro gare al termine del campionato, ma arriva una improvvisa crisi, tre sconfitte di fila con 11 reti subite, in casa contro il Lecce (0-4), ad Ascoli (3-2), nella terza subisce ancora un pesante rovescio interno (0-4) contro il Rimini, viene allora sostituito il tecnico con Armando Madonna che guida i seriani nell'ultima di campionato contro il Frosinone (2-2) e nei play-off. Due gli attaccanti dei bergamaschi che sono giunti in doppia cifra, il toscano Marco Cellini con 23 reti e il campano Francesco Ruopolo autore di 11 reti. Con meno di 10 reti troviamo Carobbio (6), Cristiano (5), Ferrari e Peluso (4) Nella Coppa Italia i celesteblù subito fuori, superati (1-0) nel primo turno dal Bari in Puglia.

## Rosa
| N. |                         | Ruolo | Calciatore                |
| -- | ----------------------- | ----- | ------------------------- |
| 1  | Italia (bandiera)       | P     | Achille Coser             |
| 2  | Sierra Leone (bandiera) | D     | Kewullay Conteh           |
| 3  | Italia (bandiera)       | C     | Luciano Gualdi            |
| 4  | Italia (bandiera)       | C     | Filippo Carobbio          |
| 5  | Italia (bandiera)       | D     | Mario Donadoni            |
| 6  | Italia (bandiera)       | C     | Roberto Previtali         |
| 7  | Italia (bandiera)       | C     | Ivan Del Prato (capitano) |
| 8  | Italia (bandiera)       | A     | Omar Torri                |
| 8  | Italia (bandiera)       | C     | Alessandro Gherardi       |
| 9  | Italia (bandiera)       | A     | Marco Cellini             |
| 10 | Italia (bandiera)       | A     | Roberto Bonazzi           |
| 11 | Italia (bandiera)       | A     | Nicola Ferrari            |
| 12 | Italia (bandiera)       | P     | Matteo Nodari             |
| 13 | Italia (bandiera)       | D     | Federico Peluso           |
| 14 | Italia (bandiera)       | D     | Ruben Garlini             |
| 16 | Italia (bandiera)       | C     | Nicola Madonna            |
| 17 | Italia (bandiera)       | P     | Andrea Offredi            |
| 18 | Italia (bandiera)       | C     | Andrea Cristiano          |

| N. |                   | Ruolo | Calciatore                |
| -- | ----------------- | ----- | ------------------------- |
| 19 | Italia (bandiera) | A     | Massimiliano Pesenti      |
| 19 | Italia (bandiera) | A     | Roberto Colacone          |
| 20 | Italia (bandiera) | D     | Daniel Bombardieri        |
| 20 | Italia (bandiera) | C     | Alessandro Salvi          |
| 21 | Italia (bandiera) | C     | Marco Gori                |
| 22 | Italia (bandiera) | P     | Federico Marchetti        |
| 23 | Italia (bandiera) | C     | Mirco Poloni              |
| 24 | Italia (bandiera) | D     | Gabriele Perico           |
| 28 | Italia (bandiera) | A     | Francesco Ruopolo         |
| 30 | Italia (bandiera) | C     | Filippo Antonelli Agomeri |
| 31 | Italia (bandiera) | D     | Paolo Foglio              |
| 32 | Italia (bandiera) | D     | Riccardo Colombo          |
| 35 | Italia (bandiera) | C     | Gabriele Piantoni         |
| 51 | Italia (bandiera) | C     | Giulio Fogaroli           |
| 59 | Italia (bandiera) | C     | Fabio Fiorentini          |
| 71 | Italia (bandiera) | D     | Carlo Gervasoni           |
| 83 | Italia (bandiera) | D     | Mattia Serafini           |
| 91 | Italia (bandiera) | P     | Francesco Speroni         |

## Risultati

### Serie B

#### Girone di andata
| Arbitro: | Tommasi (Bassano del Grappa) |

|                                              |           |                         |
| Cellini 23’ (rig.), 56’ (rig.) Cristiano 59’ | Marcatori | 2’ Manzoni 11’ Guidetti |

| Arbitro: | Squillace (Catanzaro) |

|             |           |             |
| Schwoch 39’ | Marcatori | 71’ Cellini |

| Arbitro: | Cavarretta (Trapani) |

|                         |           |                       |
| Ruopolo 43’ Cellini 47’ | Marcatori | 68’ (rig.) Carparelli |

| Arbitro: | Marelli (Como) |

|  |           |                              |
|  | Marcatori | 52’ Cristiano 75’ R. Colombo |

| Arbitro: | Valeri (Roma) |

|                     |           |                             |
| Longo 50’ Bruno 57’ | Marcatori | 35’ Poloni 51’, 88’ Cellini |

| Arbitro: | Pinzani (Empoli) |

|            |           |  |
| Perico 88’ | Marcatori |  |

| Arbitro: | Trefoloni (Siena) |

|                                                     |           |             |
| Cristiano 14’ Carobbio 24’ Peluso 45’ Del Prato 90’ | Marcatori | 57’ Carozza |

| Arbitro: | Romeo (Verona) |

|                        |           |            |
| Degano 67’ Lazzari 78’ | Marcatori | 4’ Ruopolo |

| Arbitro: | Farina (Novi Ligure) |

|                           |           |                                     |
| Cellini 51’ Madonna 90+2’ | Marcatori | 25’ Genevier 56’ Cerci 62’ Castillo |

| Avellino 20 ottobre 2007, ore 16:00 10ª giornata | Avellino                  | 0 – 0 | AlbinoLeffe | Stadio Partenio\| Arbitro: \| Dondarini (Finale Emilia) \| |
| Arbitro:                                         | Dondarini (Finale Emilia) |       |             |                                                            |

| Arbitro: | Palanca (Roma) |

|                        |           |  |
| Ruopolo 1’ Cellini 37’ | Marcatori |  |

| Arbitro: | Velotto (Grosseto) |

|  |           |             |
|  | Marcatori | 10’ Ruopolo |

| Arbitro: | Lops (Torino) |

|                                                                 |           |             |
| Cellini 30’ (rig.), 51’ Cristino 44’ Madonna 56’ N. Ferrari 74’ | Marcatori | 39’ Sedivec |

| Arbitro: | Farina (Novi Ligure) |

|                 |           |                         |
| Tacchinardi 79’ | Marcatori | 57’ Cellini 87’ Ruopolo |

| Bergamo 18 novembre 2007, ore 18:30 15ª giornata | AlbinoLeffe     | 0 – 0 | Treviso | Stadio Atleti Azzurri d'Italia\| Arbitro: \| Salati (Trento) \| |
| Arbitro:                                         | Salati (Trento) |       |         |                                                                 |

| Arbitro: | Rocchi (Firenze) |

|               |           |  |
| Marazzina 11’ | Marcatori |  |

| Arbitro: | Valeri (Roma) |

|                         |           |  |
| Cellini 52’ Ruopolo 76’ | Marcatori |  |

| Arbitro: | Gervasoni (Mantova) |

|                                    |           |  |
| Abbruscato 47’ Tiribocchi 73’, 82’ | Marcatori |  |

| Bergamo 22 dicembre 2007, ore 16:00 19ª giornata | AlbinoLeffe        | 0 – 0 | Ascoli | Stadio Atleti Azzurri d'Italia\| Arbitro: \| Velotto (Grosseto) \| |
| Arbitro:                                         | Velotto (Grosseto) |       |        |                                                                    |

| Rimini 12 gennaio 2008, ore 16:00 20ª giornata | Rimini        | 0 – 0 | AlbinoLeffe | Stadio Romeo Neri\| Arbitro: \| Lops (Torino) \| |
| Arbitro:                                       | Lops (Torino) |       |             |                                                  |

| Arbitro: | Celi (Campobasso) |

|                         |           |  |
| Peluso 59’ Carobbio 90’ | Marcatori |  |

#### Girone di ritorno
| Arbitro: | Salati (Trento) |

|  |           |                  |
|  | Marcatori | 33’, 68’ Cellini |

| Bergamo 2 febbraio 2008, ore 16:00 23ª giornata | AlbinoLeffe   | 0 – 0 | Vicenza | Stadio Atleti Azzurri d'Italia\| Arbitro: \| Ciampi (Roma) \| |
| Arbitro:                                        | Ciampi (Roma) |       |         |                                                               |

| Arbitro: | Gervasoni (Mantova) |

|                                    |           |                           |
| Graffiedi 30’ (rig.) Pichlmann 49’ | Marcatori | 13’ Cellini 43’ Cristiano |

| Arbitro: | Ayroldi (Molfetta) |

|                                      |           |                     |
| Foglio 52’ Garlini 85’ Cellini 90+3’ | Marcatori | 19’ (rig.) Sforzini |

| Arbitro: | Pantana (Macerata) |

|                                        |           |            |
| Bonazzi 20’ Ruopolo 57’ N. Ferrari 83’ | Marcatori | 32’ Bolano |

| Arbitro: | Damato (Barletta) |

|  |           |                                        |
|  | Marcatori | 27’, 33’ (rig.) Cellini 55’ N. Ferrari |

| Arbitro: | Girardi (San Donà di Piave) |

|  |           |                |
|  | Marcatori | 54’ N. Ferrari |

| Arbitro: | Giannoccaro (Lecce) |

|              |           |  |
| Peluso 90+4’ | Marcatori |  |

| Arbitro: | Saccani (Mantova) |

|                         |           |  |
| Trevisan 25’ Titone 23’ | Marcatori |  |

| Arbitro: | Palanca (Roma) |

|                                            |           |                                |
| Cellini 49’ (rig.), 73’ (rig.) Ruopolo 68’ | Marcatori | 33’, 57’ Pellicori 54’ Salgado |

| Arbitro: | Pierpaoli (Firenze) |

|  |           |             |
|  | Marcatori | 86’ Ruopolo |

| Arbitro: | Rocchi (Firenze) |

|  |           |                               |
|  | Marcatori | 1’ Pellissier 58’ Bentivoglio |

| Arbitro: | Pinzani (Empoli) |

|                            |           |                                                           |
| Granoche 30’ (rig.), 90+2’ | Marcatori | 6’ Carobbio 40’ Ruopolo 68’ (rig.) Colacone 90+4’ Bonazzi |

| Arbitro: | Ayroldi (Molfetta) |

|                             |           |                                              |
| M. Serafini 40’ Cellini 59’ | Marcatori | 2’ Tacchinardi 10’ Caracciolo 78’ Ri. Taddei |

| Arbitro: | De Marco (Chiavari) |

|  |           |             |
|  | Marcatori | 60’ Madonna |

| Arbitro: | Farina (Novi Ligure) |

|              |           |  |
| Carobbio 14’ | Marcatori |  |

| Arbitro: | N. Stefanini (Prato) |

|            |           |                                        |
| Riccio 76’ | Marcatori | 21’ Cellini 36’ Carobbio 90+3’ Ruopolo |

| Arbitro: | Rosetti (Torino) |

|  |           |                                                      |
|  | Marcatori | 34’ Tiribocchi 70’ Zanchetta 86’ Polenghi 89’ Corvia |

| Arbitro: | Ciampi (Roma) |

|                                      |           |                           |
| Bernacci 35’ Saverino 50’ Nastos 58’ | Marcatori | 29’ Cellini 88’ Gervasoni |

| Arbitro: | Banti (Livorno) |

|  |           |                                                    |
|  | Marcatori | 18’ G. Greco 43’ Porchia 77’ Paraschiv 90’ Docente |

| Arbitro: | Squillace (Catanzaro) |

|                 |           |                                |
| Evacuo 21’, 87’ | Marcatori | 74’ Colacone 90+1’ M. Serafini |

### Play-off
| Arbitro: | De Marco (Chiavari) |

|                |           |  |
| Caracciolo 40’ | Marcatori |  |

| Arbitro: | Farina (Novi Ligure) |

|                         |           |              |
| Carobbio 16’ Peluso 39’ | Marcatori | 49’ Feczesin |

| Arbitro: | Rocchi (Firenze) |

|  |           |                |
|  | Marcatori | 76’ Abbruscato |

| Arbitro: | Morganti (Ascoli Piceno) |

|                |           |             |
| Tiribocchi 10’ | Marcatori | 74’ Ruopolo |

### Coppa Italia
| Arbitro: | C. Russo (Nola) |

|           |           |  |
| Donda 76’ | Marcatori |  |